# Guillermo I de Alemania
Guillermo I de Alemania (en alemán: Wilhelm I; Wilhelm Friedrich Ludwig, Berlín, 22 de marzo de 1797-Berlín, 9 de marzo de 1888) fue rey de Prusia, desde el 2 de enero de 1861 y el primer emperador alemán desde el 18 de enero de 1871 hasta su fallecimiento. Miembro de la Casa de Hohenzollern, fue el primer jefe de Estado de la Alemania unida. Fue jefe de Estado de Prusia de facto desde 1858, cuando se convirtió en  regente de su hermano Federico Guillermo IV. Durante el reinado de su nieto Guillermo II, fue conocido como Guillermo el Grande (en alemán: der Große).
Como segundo hijo del príncipe Federico Guillermo y Luisa de Mecklemburgo-Strelitz, no se esperaba que Guillermo ascendiera al trono. Su abuelo, el rey Federico Guillermo II, murió el año de su nacimiento, y su padre fue coronado Federico Guillermo III. Guillermo luchó con distinción durante la Guerra de la Sexta Coalición y posteriormente se convirtió en una figura destacada del ejército prusiano. En 1840, su hermano mayor, sin descendencia, se convirtió en rey de Prusia como Federico Guillermo IV, lo que convirtió a Guillermo en heredero presuntivo. Guillermo desempeñó un papel importante en el aplastamiento de las revoluciones de 1848 en Alemania, aunque se vio obligado a exiliarse brevemente en Inglaterra. Federico Guillermo IV sufrió un derrame cerebral en 1857 y quedó incapacitado, por lo que Guillermo fue nombrado formalmente Príncipe Regente un año después. En 1861, Guillermo ascendió al trono prusiano a la muerte de su hermano mayor.
Tras su ascenso al trono, Guillermo entró inmediatamente en conflicto con el Landtag liberal (la asamblea representativa del Reino de Prusia, compuesta por la Cámara Alta de los Lores o Herrenhaus y la Cámara Baja de Representantes o Abgeordnetenhaus) por su propuesta sobre el presupuesto militar. En respuesta, Guillermo nombró a Otto von Bismarck como Ministro Presidente para forzar la aprobación de sus propuestas, dando comienzo una colaboración entre ambos que duraría el resto de su vida. En el frente exterior, Guillermo supervisó las victorias prusianas en la Segunda Guerra de Schleswig y en la guerra austro-prusiana, estableciendo a Prusia como la principal potencia alemana. En 1871, gracias a las maniobras de Bismarck, se logró la unificación de Alemania tras la guerra franco-prusiana. Se proclamó el Imperio alemán y Guillermo recibió el título de Emperador de Alemania (Káiser). Si bien tenía un poder considerable como Káiser, Guillermo dejó en gran medida los asuntos del Estado en manos de Bismarck. Más tarde fue objeto de varios intentos fallidos de asesinato, lo que permitió a Bismarck aprobar una serie de leyes antisocialistas. En 1888, conocido como el Año de los Tres Emperadores, Guillermo murió a los 90 años tras una corta enfermedad y fue sucedido por su hijo Federico. Federico, que ya padecía cáncer, murió 99 días después y el trono pasó a manos de Guillermo II.

## Biografía
Segundo hijo del rey Federico Guillermo III y de la duquesa Luisa de Mecklemburgo-Strelitz. En 1829 se casó con la princesa Augusta de Sajonia-Weimar-Eisenach y tuvo con ella dos hijos.
Sirvió en el ejército prusiano desde 1814 y se le encomendaron algunas misiones diplomáticas desde 1815. 
En 1857, su hermano el rey Federico Guillermo IV sufrió una crisis que le generó problemas de salud mental hasta su muerte. Un año después, Guillermo tuvo que hacerse cargo de la regencia de Prusia.
Al fallecer Federico Guillermo IV sin hijos varones, el 2 de enero de 1861, Guillermo accedió al trono de Prusia con el nombre de Guillermo I.
Antes de la regencia no había intervenido en política. Ya en el trono se mostró favorable a una política conservadora, designando primer ministro a Otto von Bismarck (1862), que fue en la práctica quien llevó las riendas de la política y del proceso de unificación alemana. A partir de 1871 lo designó como Canciller de Alemania. 

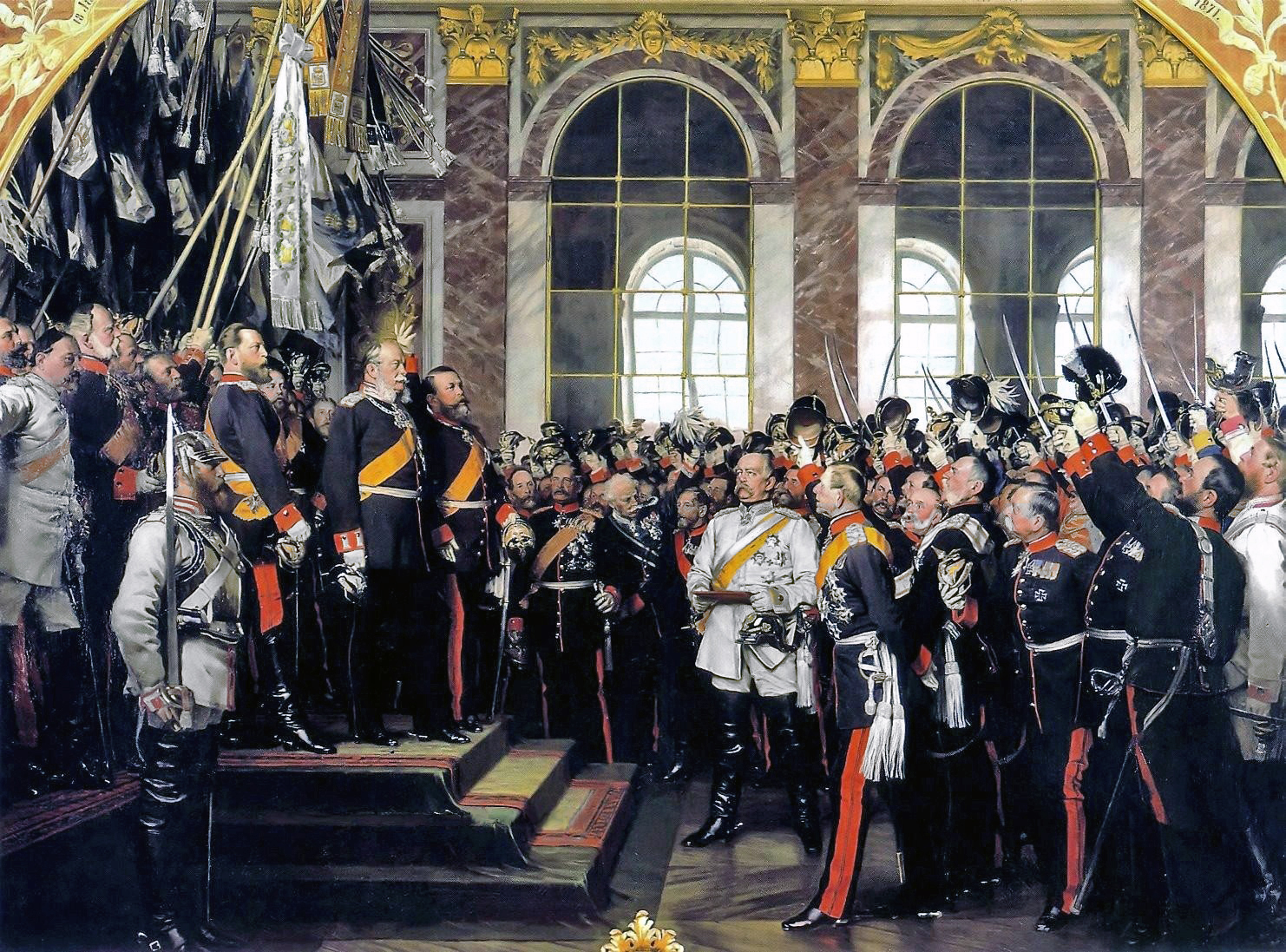
Proclamación de Guillermo I como Emperador Alemán. En el centro de la imagen, vestido de color blanco, el primer Canciller de Alemania, Otto von Bismarck.

Tras la guerra franco-prusiana, Guillermo I de Prusia fue proclamado Emperador alemán (y no Emperador de Alemania) el 18 de enero de 1871 en el salón de los espejos del Palacio de Versalles. La Confederación Alemana del Norte (1867-1871) se transformó en el Imperio alemán («Kaiserreich», 1871-1918). Se fundó un único Estado de carácter federal con el rey de Prusia como jefe de Estado, con el título imperial y «presidente» o primus inter pares de los monarcas que se federaron de los reinos de Baviera, Wurtemberg, Sajonia, el Gran Ducado de Baden y el de Hesse. También quedaron incorporadas las ciudades libres de Hamburgo, Lübeck y Bremen. 
El 11 de mayo de 1878 el anarquista Max Hödel atentó contra su vida disparando con un revólver contra el emperador y su hija Luisa, saliendo indemne. El 2 de junio  nuevamente fue víctima de un atentado fallido por Karl Nobiling, que se suicidó antes de ser arrestado. El agresor le disparó con una escopeta y Guillermo recibió algunos perdigones que lo hirieron aunque no de gravedad. 
A su muerte le sucedió su hijo Federico III, pero debido a un cáncer murió a los tres meses de reinado, siendo sucedido a su vez por su hijo Guillermo II.

## Rey de Prusia

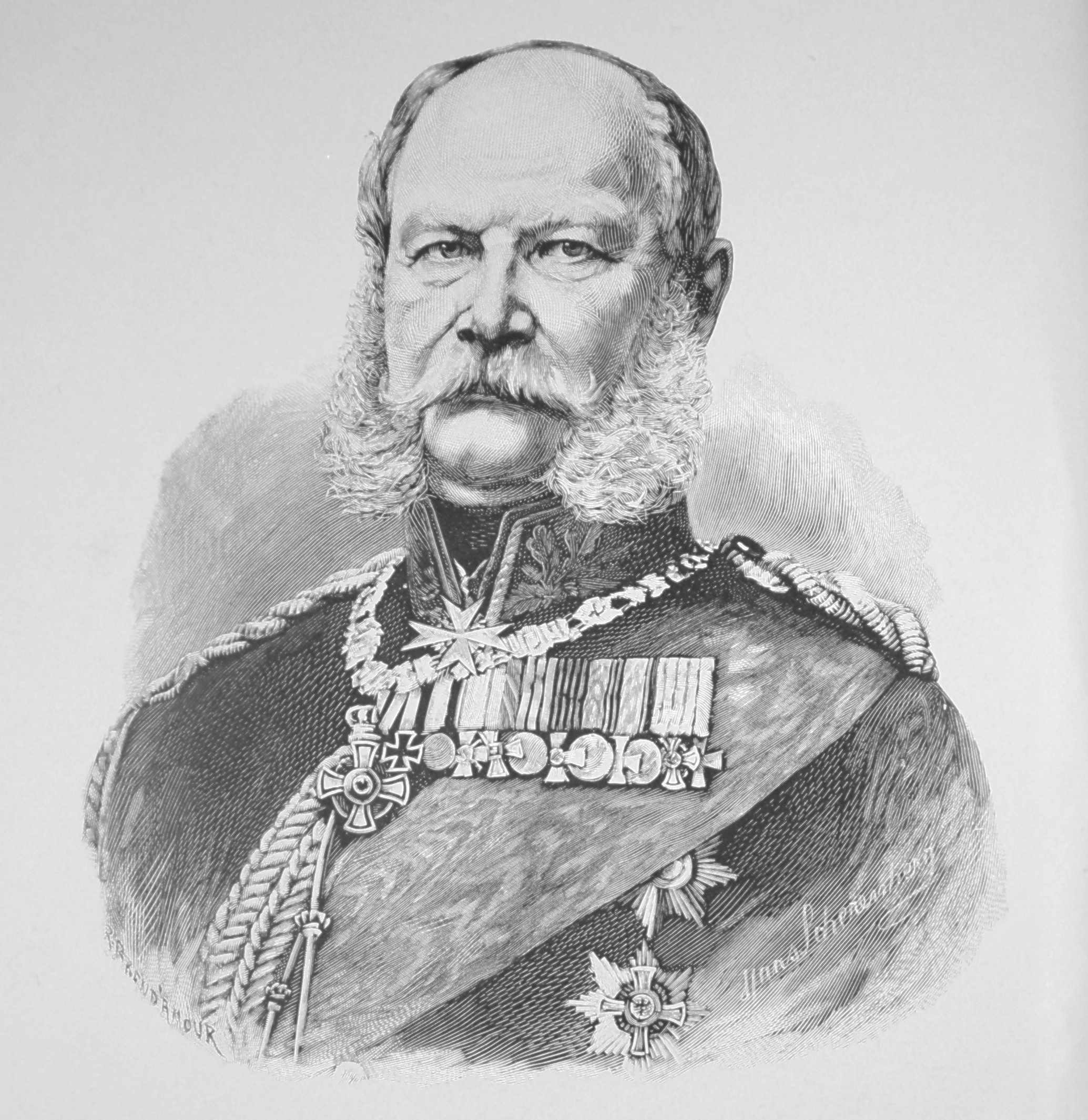
El káiser Guillermo I por Richard Brend'amour.

El 2 de enero de 1861 murió Federico Guillermo IV y Guillermo subió al trono como Guillermo I de Prusia. En julio, un estudiante de Leipzig intentó asesinar a Guillermo, pero sólo resultó herido levemente. Al igual que Federico I de Prusia, Guillermo viajó a Königsberg y allí se coronó en la Iglesia del Castillo. Guillermo eligió el aniversario de la batalla de Leipzig, el 18 de octubre, para este acto, que fue la primera ceremonia de coronación prusiana desde 1701 y la única coronación de un rey alemán después de 1806. Guillermo se negó a cumplir el deseo de su hermano, expresado en el testamento de Federico Guillermo, de que abrogara la Constitución.
Guillermo heredó un conflicto entre Federico Guillermo y el Landtag liberal (la asamblea representativa del Reino de Prusia, compuesta por la Cámara Alta de los Lores o Herrenhaus y la Cámara Baja de Representantes o Abgeordnetenhaus). Guillermo era considerado políticamente neutral, en tanto intervenía menos en política que su hermano. En 1862, el Landtag rechazó un aumento del presupuesto militar necesario para pagar la reforma del ejército ya aplicada. Ésta consistía en aumentar el ejército en tiempos de paz de 150.000 a 200.000 hombres e incrementar el número anual de nuevos reclutas de 40.000 a 63.000. Sin embargo, la parte verdaderamente controversial era el plan de mantener la duración del servicio militar (aumentada de dos años en 1856) en tres años. Cuando su petición, respaldada por su Ministro de Guerra Albrecht von Roon, fue denegada, Guillermo pensó primero en abdicar, pero su hijo, el Príncipe Heredero, se lo desaconsejó rotundamente. Entonces, por consejo de Roon, Guillermo nombró a Otto von Bismarck Ministro Presidente para forzar la aprobación de las propuestas. Según la constitución prusiana, el ministro Presidente era responsable únicamente ante el rey, no ante el Landtag. Bismarck, un Junker prusiano conservador y amigo leal del rey, veía su relación de trabajo con Guillermo como la de un vasallo ante su superior feudal. No obstante, era Bismarck quien dirigía en efecto la política, tanto interior como exterior, ganando en varias ocasiones el asentimiento de Guillermo solo amenazándole con dimitir.
Durante su reinado, Guillermo fue comandante en jefe de las fuerzas prusianas en la Segunda Guerra de Schleswig contra Dinamarca en 1864 y en la guerra austro-prusiana de 1866. Tras la victoria prusiana en esta última, Guillermo quiso marchar a Viena y anexionarse Austria, pero Bismarck y su hijo, el príncipe heredero Federico, le disuadieron de hacerlo. Bismarck quería poner fin a la guerra rápidamente, para permitir a Prusia aliarse con Austria si lo necesitaba más adelante. Asimismo, Federico estaba consternado por las bajas y quería un final rápido de las hostilidades. Durante una acalorada discusión, Bismarck amenazó con dimitir si Guillermo decidía continuar hacia Viena. Bismarck se salió con la suya, y Guillermo tuvo que contentarse con convertirse en el gobernante de facto de los dos tercios septentrionales de Alemania. Prusia se anexionó varios de los aliados de Austria al norte del Meno, así como Schleswig-Holstein. También forzó a Sajonia-Lauenburgo a una unión personal con Prusia (que se convirtió en unión plena en 1876).
En 1867 se creó la Confederación Alemana del Norte como federación (estado organizado federalmente) de los estados de Alemania del Norte y Alemania Central bajo la presidencia permanente de Prusia. Guillermo asumió el Bundespräsidium, el presídium de la Confederación, un cargo hereditario de la corona prusiana. Si bien no expressis verbis, en función Guillermo era el Jefe del Estado. Bismarck evitó intencionadamente títulos tales como el de Präsident, ya que sonaba demasiado republicano. Guillermo se convirtió también en el Bundesfeldherr constitucional, esto es, comandante de todas las fuerzas armadas federales. Mediante tratados secretos con los estados del sur de Alemania, se convirtió también en comandante de sus ejércitos en tiempos de guerra. En 1870, durante la guerra franco-prusiana, Guillermo estuvo al mando de todas las fuerzas alemanas en la crucial batalla de Sedán.

## Hijos
Guillermo y Augusta de Sajonia-Weimar tuvieron dos hijos:
| Imagen | Nombre                                         | Nacimiento             | Muerte                        | Notas                                                                                          |
| ------ | ---------------------------------------------- | ---------------------- | ----------------------------- | ---------------------------------------------------------------------------------------------- |
|        | Federico III, emperador alemán y rey de Prusia | 18 de octubre de 1831  | 15 de junio de 1888 (56 años) | casado (25 de enero de 1858) con Victoria, Princesa Real (1840-1901); ocho hijos.              |
|        | Princesa Luisa de Prusia                       | 3 de diciembre de 1838 | 23 de abril de 1923 (84 años) | casada (20 de septiembre de 1856) con el Príncipe Federico I de Baden (1826-1907); tres hijos. |

## Títulos y tratamientos

monograma

| ● 1797-1861: | Su alteza real el príncipe Guillermo de Prusia                  |
| ● 1861-1871: | Su majestad real el rey de Prusia                               |
| ● 1871-1888: | Su majestad imperial y real el emperador alemán y rey de Prusia |

### Títulos completos
Su Majestad Imperial y Real Guillermo I, por la gracia de Dios, emperador Alemán y rey de Prusia, margrave de Brandeburgo, burgrave de Núremberg, conde de Hohenzollern, duque soberano y supremo de Silesia y del Condado de Glatz; gran duque del Bajo Rin y de Posen, duque de Sajonia, de Westfalia, de Angria, de Pomerania, Luneburgo, Holstein y Schleswig, de Magdeburgo, de Bremen, de Güeldres, Cléveris, de Jülich y Berg; duque de los Wendos y los Casubios, de Crossen, Lauenburgo y Mecklemburgo; landgrave de Hesse y Turingia, margrave de la Alta y Baja Lusacia; príncipe de Orange, príncipe de Rügen, de Frisia Oriental, de Paderborn y Pyrmont, de Halberstadt, Münster, Minden, Osnabrück, Hildesheim, de Verden, Cammin, Fulda, Nassau y Moer; conde principesco de Henneberg, conde de la Marck, de Ravensberg, de Hohenstein, Tecklemburgo y Lingen, de Mansfeld, Sigmaringen y Veringen; señor de Fráncfort.
El doble tratamiento se pronunció por primera vez durante la ceremonia de proclamación de Guillermo como káiser en Versalles, cuando el soberano de Baden Federico I alzó la copa por la salud del nuevo emperador al grito de: "Su majestad imperial y real, káiser Guillermo, larga vida." (Seine Kaiserliche und Königliche Majestät, Kaiser Wilhelm, lebe hoch!). El motivo por usar un doble tratamiento ("imperial" por ser el nuevo emperador alemán y "real" por ser rey de Prusia) fue posiblemente el deseo de comparar su estatus al del káiser austríaco, que por ser emperador de Austria y rey de Hungría recibía el título institucional de «imperial y real». Aunque oficialmente seguía siendo el título completo de Guillermo hasta su muerte, posteriormente se hizo uso casi exclusivo del término «imperial» como tratamiento y adjetivo, ya que, a diferencia de Austria-Hungría, Prusia formaba parte —de hecho la parte principal— del Imperio alemán y de la ahora unida nación alemana.

### Honores
Condecoraciones alemanas
- Prusia:
  - Caballero del Águila Negra, 22 de marzo de 1807; con Collar, 1815
  - Gran Cruz con Espadas, Orden del Águila Roja
  - Pour le Mérite, 27 de julio de 1849; con Hojas de Roble, 4 de agosto de 1866
  - Gran Comandante con Collar, Real Orden de Hohenzollern
  - Cruz de Hierro, 1.ª Clase, 1813; 2.ª Clase, 1870; Gran Cruz, 16 de junio de 1871; con Clip del Jubileo, 18 de agosto de 1895
  - Orden de la Corona Prusiana, Fundador, 18 de octubre de 1861[6]
  - Cruz al Mérito para Mujeres y Chicas, Fundador, 22 de marzo de 1871[7]
- Hohenzollern: Cruz de Honor de 1.ª Clase, Orden Principesca de Hohenzollern
- Ducado de Nassau: Caballero del León de Oro de la Casa de Nassau, mayo de 1858[8]
- Reino de Hannover:
  - Caballero de San Jorge, 1840[9]
  - Gran Cruz, Orden Real Güélfica
- Anhalt: Gran Cruz, Orden de Alberto el Oso, 1841[10]
- Gran Ducado de Baden:[11]
  - Caballero, Orden de la Fidelidad, 1836
  - Gran Cruz, Orden del León de Zähringen, 1836
  - Gran Cruz, Orden al Mérito Militar de Carlos Federico, 1849
- Reino de Baviera:
  - Caballero de San Huberto, 1842[12]
  - Gran Cruz, Orden Militar de Max Joseph
- Ducado de Brunswick: Gran Cruz, Orden de Enrique el León
- Ducados Ernestinos: Gran Cruz, Orden de la Casa Ernestina de Sajonia, mayo de 1846[13]
- Hesse-Kassel: Caballero del León Dorado, 5 de septiembre de 1841[14]
- Hesse y el Rin:[15]
  - Gran Cruz, Orden de Luis, 27 de junio de 1838
  - Gran Cruz con Espadas, Orden de Felipe el Magnánimo, 4 de noviembre de  1849
- Gran Ducado de Mecklemburgo-Schwerin: Cruz al Mérito Militar, 1.ª Clase
- Gran Ducado de Oldemburgo: Gran Cruz con Corona Dorada, Orden de Pedro Federico Luis, 16 de mayo de 1850; con Espadas, 31 de diciembre de 1870[16]
- Sajonia-Weimar-Eisenach: Gran Cruz, Orden del Halcón Blanco, 24 de diciembre de 1828;[17] con Espadas, 1870[18]
- Reino de Sajonia:
  - Caballero de la Corona de Ruda, 1840[19]
  - Gran Cruz, Orden Militar de San Enrique
- Reino de Wurtemberg:[20]
  - Gran Cruz, Orden de la Corona de Wurtemberg, 1836
  - Gran Cruz, Orden al Mérito Militar, 1870

Condecoraciones extranjeras
- Imperio austríaco:
  - Comandante, Orden Militar de María Teresa, 1814[21]
  - Gran Cruz, Orden de San Esteban de Hungría, 1829[22]
- Bélgica: Gran Cordón, Orden de Leopoldo, 1851[23]
- Imperio del Brasil: Gran Cruz, Orden de la Cruz del Sur
- Dinamarca: Caballero del Elefante, 27 de febrero de 1841[24]
- Imperio francés: Gran Cruz, Legión de Honor, mayo de 1857[25]
- Reino de Grecia: Gran Cruzs, Orden del Redentor
- Reino de Hawái: Gran Cruz, Orden Real de Kamehameha I, 1876[26]
- Países Bajos:
  - Gran Cruz, Orden Militar de Guillermo
  - Gran Cruz, Orden del León Neerlandés
- Reino de Portugal:
  - Gran Cruz, Orden de la Torre y la Espada
  - Gran Cruz, Órdenes Unidas de Cristo, Avis y Santiago
- Imperio ruso:
  - Orden de San Jorge, 4.ª Clase, 1814; 1.ª Clase, noviembre de 1869[27]
  - Caballero de San Andrés, julio de 1817[28]
  - Caballero de San Alejandro Nevski, julio de 1817
  - Caballero del Águila Blanca, julio de 1817
  - Caballero de 1.ª Clase, Orden de San Vladimir
- Reino de Cerdeña:
  - Caballero de la Anunciación, 3 de septiembre de 1850[29]
  - Medalla de Oro al Valor Militar, 1866[30]
- Principado de Serbia: Gran Cruz, Orden de la Cruz de Takovo[31]
- Siam: Caballero, Orden de la Real Casa de Chakri, 1 September 1887[32]
- España: Caballero del Toisón de Oro, 22 de marzo de 1853[33]
- Suecia-Noruega:
  - Caballero con Collar de los Serafines, 8 de enero de 1847[34]
  - Caballero de Carlos XIII, 1 de diciembre de 1853[35]
- Dos Sicilias:
  - Caballero de San Jenaro
  - Gran Cruz, Real Orden de San Fernando y del Mérito
- Reino Unido:
  - Gran Cruz Honoraria (militar), Orden del Baño, 1 de enero de 1857[36]
  - Caballero de la Jarretera, 12 de abril de 1861[37]

## Ancestros
| \| \| \| \| \| \| \| \| \| \| \| \| \| \| \| \| \| \| \| \| 16. Federico Guillermo I de Prusia \| \| \| \| \| \| \| \| \| \| \| \| \| \| \| \| \| \| \| \| \| \| \| \| \| \| \| \| \| \| \| \| \| \| \| \| \| \| \| \| \| \| \| \| \| \| \| \| \| \| \| \| \| \| 8. Augusto Guillermo de Prusia \| \| \| \| \| \| \| \| \| \| \| \| \| \| \| \| \| \| \| \| \| \| \| \| \| \| \| \| \| \| \| \| \| \| \| \| \| \| \| \| \| \| \| \| \| \| \| \| \| \| \| \| \| \| 17. Sofía Dorotea de Hannover \| \| \| \| \| \| \| \| \| \| \| \| \| \| \| \| \| \| \| \| \| \| \| \| \| \| \| \| \| \| \| \| \| \| \| \| \| \| \| \| \| \| \| \| \| \| \| \| \| \| \| \| \| \| 4. Federico Guillermo II de Prusia \| \| \| \| \| \| \| \| \| \| \| \| \| \| \| \| \| \| \| \| \| \| \| \| \| \| \| \| \| \| \| \| \| \| \| \| \| \| \| \| \| \| \| \| \| \| \| \| \| \| \| \| \| \| 18. Fernando Alberto II de Brunswick-Luneburgo \| \| \| \| \| \| \| \| \| \| \| \| \| \| \| \| \| \| \| \| \| \| \| \| \| \| \| \| \| \| \| \| \| \| \| \| \| \| \| \| \| \| \| \| \| \| \| \| \| \| \| \| \| \| 9. Luisa Amalia de Brunswick-Wolfenbüttel \| \| \| \| \| \| \| \| \| \| \| \| \| \| \| \| \| \| \| \| \| \| \| \| \| \| \| \| \| \| \| \| \| \| \| \| \| \| \| \| \| \| \| \| \| \| \| \| \| \| \| \| \| \| 19. Antonieta de Brunswick-Wolfenbüttel \| \| \| \| \| \| \| \| \| \| \| \| \| \| \| \| \| \| \| \| \| \| \| \| \| \| \| \| \| \| \| \| \| \| \| \| \| \| \| \| \| \| \| \| \| \| \| \| \| \| \| \| \| \| 2. Federico Guillermo III de Prusia \| \| \| \| \| \| \| \| \| \| \| \| \| \| \| \| \| \| \| \| \| \| \| \| \| \| \| \| \| \| \| \| \| \| \| \| \| \| \| \| \| \| \| \| \| \| \| \| \| \| \| \| \| \| 20. Luis VIII de Hesse-Darmstadt \| \| \| \| \| \| \| \| \| \| \| \| \| \| \| \| \| \| \| \| \| \| \| \| \| \| \| \| \| \| \| \| \| \| \| \| \| \| \| \| \| \| \| \| \| \| \| \| \| \| \| \| \| \| 10. Luis IX de Hesse-Darmstadt \| \| \| \| \| \| \| \| \| \| \| \| \| \| \| \| \| \| \| \| \| \| \| \| \| \| \| \| \| \| \| \| \| \| \| \| \| \| \| \| \| \| \| \| \| \| \| \| \| \| \| \| \| \| 21. Condesa Carlota de Hanau-Lichtenberg \| \| \| \| \| \| \| \| \| \| \| \| \| \| \| \| \| \| \| \| \| \| \| \| \| \| \| \| \| \| \| \| \| \| \| \| \| \| \| \| \| \| \| \| \| \| \| \| \| \| \| \| \| \| 5. Federica Luisa de Hesse-Darmstadt \| \| \| \| \| \| \| \| \| \| \| \| \| \| \| \| \| \| \| \| \| \| \| \| \| \| \| \| \| \| \| \| \| \| \| \| \| \| \| \| \| \| \| \| \| \| \| \| \| \| \| \| \| \| 22. Conde Palatino Cristián III de Zweibrücken \| \| \| \| \| \| \| \| \| \| \| \| \| \| \| \| \| \| \| \| \| \| \| \| \| \| \| \| \| \| \| \| \| \| \| \| \| \| \| \| \| \| \| \| \| \| \| \| \| \| \| \| \| \| 11. Condesa Palatina Carolina de Zweibrücken \| \| \| \| \| \| \| \| \| \| \| \| \| \| \| \| \| \| \| \| \| \| \| \| \| \| \| \| \| \| \| \| \| \| \| \| \| \| \| \| \| \| \| \| \| \| \| \| \| \| \| \| \| \| 23. Condesa Carolina de Nassau-Saarbrücken \| \| \| \| \| \| \| \| \| \| \| \| \| \| \| \| \| \| \| \| \| \| \| \| \| \| \| \| \| \| \| \| \| \| \| \| \| \| \| \| \| \| \| \| \| \| \| \| \| \| \| \| \| \| 1. Guillermo I de Alemania \| \| \| \| \| \| \| \| \| \| \| \| \| \| \| \| \| \| \| \| \| \| \| \| \| \| \| \| \| \| \| \| \| \| \| \| \| \| \| \| \| \| \| \| \| \| \| \| \| \| \| \| \| \| 24. Adolfo Federico II de Mecklemburg-Strelitz \| \| \| \| \| \| \| \| \| \| \| \| \| \| \| \| \| \| \| \| \| \| \| \| \| \| \| \| \| \| \| \| \| \| \| \| \| \| \| \| \| \| \| \| \| \| \| \| \| \| \| \| \| \| 12. Carlos Luis Federico de Mecklemburgo-Mirow \| \| \| \| \| \| \| \| \| \| \| \| \| \| \| \| \| \| \| \| \| \| \| \| \| \| \| \| \| \| \| \| \| \| \| \| \| \| \| \| \| \| \| \| \| \| \| \| \| \| \| \| \| \| 25. Cristina Emilia de Schwarzburg-Sondershausen \| \| \| \| \| \| \| \| \| \| \| \| \| \| \| \| \| \| \| \| \| \| \| \| \| \| \| \| \| \| \| \| \| \| \| \| \| \| \| \| \| \| \| \| \| \| \| \| \| \| \| \| \| \| 6. Carlos II de Mecklemburgo-Strelitz \| \| \| \| \| \| \| \| \| \| \| \| \| \| \| \| \| \| \| \| \| \| \| \| \| \| \| \| \| \| \| \| \| \| \| \| \| \| \| \| \| \| \| \| \| \| \| \| \| \| \| \| \| \| 26. Ernesto Federico I de Sajonia-Hildburghausen \| \| \| \| \| \| \| \| \| \| \| \| \| \| \| \| \| \| \| \| \| \| \| \| \| \| \| \| \| \| \| \| \| \| \| \| \| \| \| \| \| \| \| \| \| \| \| \| \| \| \| \| \| \| 13. Isabel Albertina de Sajonia-Hildburghausen \| \| \| \| \| \| \| \| \| \| \| \| \| \| \| \| \| \| \| \| \| \| \| \| \| \| \| \| \| \| \| \| \| \| \| \| \| \| \| \| \| \| \| \| \| \| \| \| \| \| \| \| \| \| 27. Condesa Sofía Albertina de Erbach-Erbach \| \| \| \| \| \| \| \| \| \| \| \| \| \| \| \| \| \| \| \| \| \| \| \| \| \| \| \| \| \| \| \| \| \| \| \| \| \| \| \| \| \| \| \| \| \| \| \| \| \| \| \| \| \| 3. Luisa de Mecklemburgo-Strelitz \| \| \| \| \| \| \| \| \| \| \| \| \| \| \| \| \| \| \| \| \| \| \| \| \| \| \| \| \| \| \| \| \| \| \| \| \| \| \| \| \| \| \| \| \| \| \| \| \| \| \| \| \| \| 28. Luis VIII de Hesse-Darmstadt (= 20) \| \| \| \| \| \| \| \| \| \| \| \| \| \| \| \| \| \| \| \| \| \| \| \| \| \| \| \| \| \| \| \| \| \| \| \| \| \| \| \| \| \| \| \| \| \| \| \| \| \| \| \| \| \| 14. Jorge Guillermo de Hesse-Darmstadt \| \| \| \| \| \| \| \| \| \| \| \| \| \| \| \| \| \| \| \| \| \| \| \| \| \| \| \| \| \| \| \| \| \| \| \| \| \| \| \| \| \| \| \| \| \| \| \| \| \| \| \| \| \| 29. Condesa Carlota de Hanau-Lichtenberg (= 21) \| \| \| \| \| \| \| \| \| \| \| \| \| \| \| \| \| \| \| \| \| \| \| \| \| \| \| \| \| \| \| \| \| \| \| \| \| \| \| \| \| \| \| \| \| \| \| \| \| \| \| \| \| \| 7. Federica de Hesse-Darmstadt \| \| \| \| \| \| \| \| \| \| \| \| \| \| \| \| \| \| \| \| \| \| \| \| \| \| \| \| \| \| \| \| \| \| \| \| \| \| \| \| \| \| \| \| \| \| \| \| \| \| \| \| \| \| 30. Conde Cristián Carlos Reinardo de Leiningen-Dagsburg-Falkenburg \| \| \| \| \| \| \| \| \| \| \| \| \| \| \| \| \| \| \| \| \| \| \| \| \| \| \| \| \| \| \| \| \| \| \| \| \| \| \| \| \| \| \| \| \| \| \| \| \| \| \| \| \| \| 15. María Luisa Albertina de Leiningen-Falkenburg-Dagsburg \| \| \| \| \| \| \| \| \| \| \| \| \| \| \| \| \| \| \| \| \| \| \| \| \| \| \| \| \| \| \| \| \| \| \| \| \| \| \| \| \| \| \| \| \| \| \| \| \| \| \| \| \| \| 31. Condesa Catalina Polixena de Solms-Rödelheim \| \| \| \| \| \| \| \| \| \| \| \| \| \| \| \| \| \| \| \| \| \| \| \| \| \| \| \| \| \| \| \| \| \| \| \| \| \| \| \| \| \| \| \| \| \| \| \| \| \| \| \| |                                                                     |  |  |  |  |  |  |  |  |  |  |  |  |  |  |  |
| |                                                                     |  |  |  |  |  |  |  |  |  |  |  |  |  |  |  |
| | 16. Federico Guillermo I de Prusia                                  |  |  |  |  |  |  |  |  |  |  |  |  |  |  |  |
| |                                                                     |  |  |  |  |  |  |  |  |  |  |  |  |  |  |  |
| |                                                                     |  |  |  |  |  |  |  |  |  |  |  |  |  |  |  |
| | 8. Augusto Guillermo de Prusia                                      |  |  |  |  |  |  |  |  |  |  |  |  |  |  |  |
| |                                                                     |  |  |  |  |  |  |  |  |  |  |  |  |  |  |  |
| |                                                                     |  |  |  |  |  |  |  |  |  |  |  |  |  |  |  |
| | 17. Sofía Dorotea de Hannover                                       |  |  |  |  |  |  |  |  |  |  |  |  |  |  |  |
| |                                                                     |  |  |  |  |  |  |  |  |  |  |  |  |  |  |  |
| |                                                                     |  |  |  |  |  |  |  |  |  |  |  |  |  |  |  |
| | 4. Federico Guillermo II de Prusia                                  |  |  |  |  |  |  |  |  |  |  |  |  |  |  |  |
| |                                                                     |  |  |  |  |  |  |  |  |  |  |  |  |  |  |  |
| |                                                                     |  |  |  |  |  |  |  |  |  |  |  |  |  |  |  |
| | 18. Fernando Alberto II de Brunswick-Luneburgo                      |  |  |  |  |  |  |  |  |  |  |  |  |  |  |  |
| |                                                                     |  |  |  |  |  |  |  |  |  |  |  |  |  |  |  |
| |                                                                     |  |  |  |  |  |  |  |  |  |  |  |  |  |  |  |
| | 9. Luisa Amalia de Brunswick-Wolfenbüttel                           |  |  |  |  |  |  |  |  |  |  |  |  |  |  |  |
| |                                                                     |  |  |  |  |  |  |  |  |  |  |  |  |  |  |  |
| |                                                                     |  |  |  |  |  |  |  |  |  |  |  |  |  |  |  |
| | 19. Antonieta de Brunswick-Wolfenbüttel                             |  |  |  |  |  |  |  |  |  |  |  |  |  |  |  |
| |                                                                     |  |  |  |  |  |  |  |  |  |  |  |  |  |  |  |
| |                                                                     |  |  |  |  |  |  |  |  |  |  |  |  |  |  |  |
| | 2. Federico Guillermo III de Prusia                                 |  |  |  |  |  |  |  |  |  |  |  |  |  |  |  |
| |                                                                     |  |  |  |  |  |  |  |  |  |  |  |  |  |  |  |
| |                                                                     |  |  |  |  |  |  |  |  |  |  |  |  |  |  |  |
| | 20. Luis VIII de Hesse-Darmstadt                                    |  |  |  |  |  |  |  |  |  |  |  |  |  |  |  |
| |                                                                     |  |  |  |  |  |  |  |  |  |  |  |  |  |  |  |
| |                                                                     |  |  |  |  |  |  |  |  |  |  |  |  |  |  |  |
| | 10. Luis IX de Hesse-Darmstadt                                      |  |  |  |  |  |  |  |  |  |  |  |  |  |  |  |
| |                                                                     |  |  |  |  |  |  |  |  |  |  |  |  |  |  |  |
| |                                                                     |  |  |  |  |  |  |  |  |  |  |  |  |  |  |  |
| | 21. Condesa Carlota de Hanau-Lichtenberg                            |  |  |  |  |  |  |  |  |  |  |  |  |  |  |  |
| |                                                                     |  |  |  |  |  |  |  |  |  |  |  |  |  |  |  |
| |                                                                     |  |  |  |  |  |  |  |  |  |  |  |  |  |  |  |
| | 5. Federica Luisa de Hesse-Darmstadt                                |  |  |  |  |  |  |  |  |  |  |  |  |  |  |  |
| |                                                                     |  |  |  |  |  |  |  |  |  |  |  |  |  |  |  |
| |                                                                     |  |  |  |  |  |  |  |  |  |  |  |  |  |  |  |
| | 22. Conde Palatino Cristián III de Zweibrücken                      |  |  |  |  |  |  |  |  |  |  |  |  |  |  |  |
| |                                                                     |  |  |  |  |  |  |  |  |  |  |  |  |  |  |  |
| |                                                                     |  |  |  |  |  |  |  |  |  |  |  |  |  |  |  |
| | 11. Condesa Palatina Carolina de Zweibrücken                        |  |  |  |  |  |  |  |  |  |  |  |  |  |  |  |
| |                                                                     |  |  |  |  |  |  |  |  |  |  |  |  |  |  |  |
| |                                                                     |  |  |  |  |  |  |  |  |  |  |  |  |  |  |  |
| | 23. Condesa Carolina de Nassau-Saarbrücken                          |  |  |  |  |  |  |  |  |  |  |  |  |  |  |  |
| |                                                                     |  |  |  |  |  |  |  |  |  |  |  |  |  |  |  |
| |                                                                     |  |  |  |  |  |  |  |  |  |  |  |  |  |  |  |
| | 1. Guillermo I de Alemania                                          |  |  |  |  |  |  |  |  |  |  |  |  |  |  |  |
| |                                                                     |  |  |  |  |  |  |  |  |  |  |  |  |  |  |  |
| |                                                                     |  |  |  |  |  |  |  |  |  |  |  |  |  |  |  |
| | 24. Adolfo Federico II de Mecklemburg-Strelitz                      |  |  |  |  |  |  |  |  |  |  |  |  |  |  |  |
| |                                                                     |  |  |  |  |  |  |  |  |  |  |  |  |  |  |  |
| |                                                                     |  |  |  |  |  |  |  |  |  |  |  |  |  |  |  |
| | 12. Carlos Luis Federico de Mecklemburgo-Mirow                      |  |  |  |  |  |  |  |  |  |  |  |  |  |  |  |
| |                                                                     |  |  |  |  |  |  |  |  |  |  |  |  |  |  |  |
| |                                                                     |  |  |  |  |  |  |  |  |  |  |  |  |  |  |  |
| | 25. Cristina Emilia de Schwarzburg-Sondershausen                    |  |  |  |  |  |  |  |  |  |  |  |  |  |  |  |
| |                                                                     |  |  |  |  |  |  |  |  |  |  |  |  |  |  |  |
| |                                                                     |  |  |  |  |  |  |  |  |  |  |  |  |  |  |  |
| | 6. Carlos II de Mecklemburgo-Strelitz                               |  |  |  |  |  |  |  |  |  |  |  |  |  |  |  |
| |                                                                     |  |  |  |  |  |  |  |  |  |  |  |  |  |  |  |
| |                                                                     |  |  |  |  |  |  |  |  |  |  |  |  |  |  |  |
| | 26. Ernesto Federico I de Sajonia-Hildburghausen                    |  |  |  |  |  |  |  |  |  |  |  |  |  |  |  |
| |                                                                     |  |  |  |  |  |  |  |  |  |  |  |  |  |  |  |
| |                                                                     |  |  |  |  |  |  |  |  |  |  |  |  |  |  |  |
| | 13. Isabel Albertina de Sajonia-Hildburghausen                      |  |  |  |  |  |  |  |  |  |  |  |  |  |  |  |
| |                                                                     |  |  |  |  |  |  |  |  |  |  |  |  |  |  |  |
| |                                                                     |  |  |  |  |  |  |  |  |  |  |  |  |  |  |  |
| | 27. Condesa Sofía Albertina de Erbach-Erbach                        |  |  |  |  |  |  |  |  |  |  |  |  |  |  |  |
| |                                                                     |  |  |  |  |  |  |  |  |  |  |  |  |  |  |  |
| |                                                                     |  |  |  |  |  |  |  |  |  |  |  |  |  |  |  |
| | 3. Luisa de Mecklemburgo-Strelitz                                   |  |  |  |  |  |  |  |  |  |  |  |  |  |  |  |
| |                                                                     |  |  |  |  |  |  |  |  |  |  |  |  |  |  |  |
| |                                                                     |  |  |  |  |  |  |  |  |  |  |  |  |  |  |  |
| | 28. Luis VIII de Hesse-Darmstadt (= 20)                             |  |  |  |  |  |  |  |  |  |  |  |  |  |  |  |
| |                                                                     |  |  |  |  |  |  |  |  |  |  |  |  |  |  |  |
| |                                                                     |  |  |  |  |  |  |  |  |  |  |  |  |  |  |  |
| | 14. Jorge Guillermo de Hesse-Darmstadt                              |  |  |  |  |  |  |  |  |  |  |  |  |  |  |  |
| |                                                                     |  |  |  |  |  |  |  |  |  |  |  |  |  |  |  |
| |                                                                     |  |  |  |  |  |  |  |  |  |  |  |  |  |  |  |
| | 29. Condesa Carlota de Hanau-Lichtenberg (= 21)                     |  |  |  |  |  |  |  |  |  |  |  |  |  |  |  |
| |                                                                     |  |  |  |  |  |  |  |  |  |  |  |  |  |  |  |
| |                                                                     |  |  |  |  |  |  |  |  |  |  |  |  |  |  |  |
| | 7. Federica de Hesse-Darmstadt                                      |  |  |  |  |  |  |  |  |  |  |  |  |  |  |  |
| |                                                                     |  |  |  |  |  |  |  |  |  |  |  |  |  |  |  |
| |                                                                     |  |  |  |  |  |  |  |  |  |  |  |  |  |  |  |
| | 30. Conde Cristián Carlos Reinardo de Leiningen-Dagsburg-Falkenburg |  |  |  |  |  |  |  |  |  |  |  |  |  |  |  |
| |                                                                     |  |  |  |  |  |  |  |  |  |  |  |  |  |  |  |
| |                                                                     |  |  |  |  |  |  |  |  |  |  |  |  |  |  |  |
| | 15. María Luisa Albertina de Leiningen-Falkenburg-Dagsburg          |  |  |  |  |  |  |  |  |  |  |  |  |  |  |  |
| |                                                                     |  |  |  |  |  |  |  |  |  |  |  |  |  |  |  |
| |                                                                     |  |  |  |  |  |  |  |  |  |  |  |  |  |  |  |
| | 31. Condesa Catalina Polixena de Solms-Rödelheim                    |  |  |  |  |  |  |  |  |  |  |  |  |  |  |  |
| |                                                                     |  |  |  |  |  |  |  |  |  |  |  |  |  |  |  |
| |                                                                     |  |  |  |  |  |  |  |  |  |  |  |  |  |  |  |

| Predecesor: Federico Guillermo IV                                                                     | Rey de Prusia 1861-1888                                                          | Sucesor: Federico III                                                                         |
| Predecesor: Francisco José I de Austria (Presidente del Präsidialmacht de la Confederación Germánica) | Presidente de la Bundespräsidium de la Confederación Alemana del Norte 1867-1871 | Sucesor: Conversión de la Confederación en el Imperio alemán (Él mismo como emperador alemán) |
| Predecesor: Inaugural (Unificación alemana)                                                           | Emperador de Alemania 1871-1888                                                  | Sucesor: Federico III                                                                         |